# شیپورماهیان
شیپورماهیان (نام علمی: Aulostomus) نام یک سرده از راسته خارماهی‌سانان است.